# Hannibal Buress
Hannibal Amir Buress est un acteur, scénariste, humoriste et producteur américain né le 4 février 1983 à Chicago en Illinois. Il commença sa carrière en 2009, puis atteint rapidement une certaine notoriété grâce à son passage dans The Awkward Comedy Show produit par Comedy Central, aux côtés de nombreux autres humoristes, comme Eric André.

## Biographie
Né et élevé à Austin, un quartier de Chicago, Ilinois, Buress est le fils de Margaret, une enseignante, et de John Buress, qui a travaillé pour l'Union Pacific. Il doit son prénom au commandant militaire de la civilisation carthaginoise, Hannibal Barca. Après être passé par le lycée Steinmetz College Prep, il étudiera durant quatre années - sans en sortir diplômé  - à l'université Southern Illinois University Carbondale où il se lia d'amitié avec le chanteur hip-hop Open Mike Eagle.

## Carrière
Hannibal Buress a participé entre autres à l'édition spéciale de The Awkward Comedy Show sur Comedy Central aux côtés de Baron Vaughn, Eric André, Marina Franklin, et Victor Varnado ainsi que dans la sitcom de Louis C.K produite par FX, Louie. En juillet 2010, il figure dans le magazine Variety dans la liste des « 10 comiques à surveiller en 2010 ».
Son premier album de stand-up My Name is Hannibal est sorti le 27 juillet 2010.
De 2009 à 2010, Hannibal Buress a travaillé pour Saturday Night Live en tant qu'auteur. Un seul de ses sketchs a été diffusé dans l’émission avant qu'il ne quitte celle-ci. En septembre 2010, il commença à écrire pour la cinquième saison de  l'émission 30 Rocks, produite par NBC. Il démissionna au bout de six mois.
Il sortit son second album Animal Furnace, en 2012,  diffusée sur Comedy Central elle aussi, qui reçut de très bonnes critiques.
Il participa à de nombreux talk-shows comme The Late Late Show with Craig Ferguson, Russell Howard's Good News, Lopez Tonight, Late Night with Jimmy Fallon, The Tonight show starring Jimmy Fallon, Late Show with David Letterman, Jimmy Kimmel Live!, Totally Biased with W. Kamau Bell et Conan. De plus, il joua sur scène en 2012 pour The Secret Policeman's Ball, à la Radio City Music hall de New York City.
le 29 mars 2014 a été diffusé sur Comedy Central Hannibal Buress Live from Chicago.
De juillet à août 2015 Buress avait sa propre émission hebdomadaire Why? with Hannibal Buress chaque dimanche, tournée à The Knitting Factory à Brooklyn.
Après avoir joué Coach Wilson dans Spider-Man: Homecoming, il engagea une doublure pour assister à la première du film. La doublure répondant aux interviews et paradant devant les caméras à sa place, les journalistes n'y virent que du feu.

### The Eric Andre Show
Depuis 2012 Hannibal Buress est co-animateur de l'émission The Eric Andre Show aux côtés de son ami Eric André. L'émission est une parodie des talkshows des chaines publiques des années 1990. La première saison était même filmée avec une caméra analogue. L'humour est absurde et surréaliste, inspiré par Space Ghost. Les deux hommes jouent sur le trash, l'inattendu, l'absurde et la gêne. Ils prennent un malin plaisir à rendre l'interview insupportable pour les invités. L'émission connait un certain succès, de par sa nouveauté et sa folie, éclairant sur les deux hommes une certaine notoriété.

### La polémique Bill Cosby
Le 16 octobre 2014, Buress relance l'intérêt des médias au sujet des scandales sexuels impliquant l'acteur Bill Cosby en réalisant un sketch critiquant le discours moralisateur sur les jeunes Afro-Américains porté par l'acteur accusé d'agressions sexuelles.
À la suite de cette prestation, de nouveaux témoignages de femmes accusant Cosby de viol refont surface.

## Filmographie

### Acteur

#### Cinéma
- 2012 : Sleepwalk with Me : Hannibal
- 2013 : The Kings of Summer : le conducteur du bus
- 2014 : Nos pires voisins : Officier Watkins
- 2014 : Are You Joking? : Kenny
- 2015 : Band of Robbers : Ben Rogers
- 2015 : Very Bad Dads : Griff
- 2016 : Nerdland
- 2016 : Nos pires voisins 2 : Officier Watkins
- 2016 : Angry Birds, le film : Edward
- 2016 : The Nice Guys : Bumble
- 2016 : Flock of Dudes : Pussypop
- 2016 : Comme des bêtes : Buddy
- 2016 : The Comedian de Taylor Hackford : Bill Meurer
- 2017 : Baywatch : Alerte à Malibu
- 2017 : Spider-Man: Homecoming : Coach Wilson
- 2017 : The Disaster Artist de James Franco : Bill Meurer
- 2018 : Tag : Une règle, zéro limite (Tag) de Jeff Tomsic : Kevin Sable
- 2023 : Ninja Turtles: Teenage Years (Teenage Mutant Ninja Turtles: Mutant Mayhem) de Jeff Rowe et Kyler Spears : Genghis Frog

#### Télévision
- 2009 : The Very Funny Show
- 2009-2010 : Saturday Night Live : Michael et un passager de l'avion (2 épisodes)
- 2010 : Louie : Hannibal (2 épisodes)
- 2010-2012 : 30 Rock : Hannibal, Bum et le sans-abri (9 épisodes)
- 2013 : The Mindy Project : Derek (1 épisode)
- 2013 : Bob's Burgers : Hefty Jeff (1 épisode)
- 2013-2020 : The Eric Andre Show (53 épisodes)
- 2013-2015 : China, IL : Matt Attack et Don Jose (9 épisodes)
- 2014 : Chozen : Crisco (10 épisodes)
- 2014-2015 : Lucas Bro Moving Co : la mère de Lucas (7 épisodes)
- 2014-2016 : Broad City : Lincoln Rice (20 épisodes)
- 2016 : Childrens Hospital : lui-même (1 épisode)
- 2017: Crashing (1 épisode)
- 2023 : What We Do in the Shadows (saison 5, épisode 4 : La Campagne) : membre du conseil des vampires énergétiques

### Scénariste
- 2009 : CH Live: NYC
- 2009 : Saturday Night Live: Weekend Update Thursday (3 épisodes)
- 2009-2010 : Saturday Night Live (22 épisodes)
- 2010 : Shutterbugs (1 épisode)
- 2010 : 2010 MTV Movie Awards
- 2011 : 30 Rock (1 épisode)
- 2011 : Wyatt Cenac: Comedy Person
- 2011-2013 : Funny as Hell (3 épisodes)
- 2012 : Hannibal Buress: Animal Furnace
- 2012 : New York Stand-Up Show (1 épisode)
- 2012 : Mash Up (1 épisode)
- 2013 : $5,000 Video
- 2012-2017 : The Eric Andre Show (40 épisodes)
- 2015 : Why? With Hannibal Buress (8 épisodes)
- 2016 : Hannibal Buress: Comedy Camisado

## Discographie
- 2010: My Name Is Hannibal
- 2012: Animal Furnace
- 2014: Live From Chicago
- 2015: Comedy Camisado
- 2016: Hannibal Takes Edinburgh

## Prix et Nominations
- 2007: Gagnant du prix "Chicago's Funniest person"
- 2010: Nommé aux Emmy Awards pour le Saturday Night Live
- 2011: Gagnant du prix "Best Performance in a Hosted Stand-Up/Sketch Comedy Program or Series"
- 2012: Nommé aux Writers Guild of America Awards pour 30 Rock
- 2012: Gagnant du prix "American Comedy Awards"
- 2014: Gagnant du prix “ Best talk show host”